# グリーンセイバー (アニメ)
『グリーンセイバー』(그린세이버)は、2009年11月9日から2010年4月6日までSBSで放送されていた韓国のテレビアニメ作品である。製作はスタジオカーブでナロンイシリーズの3作目。全26話。
それまでのシリーズと異なり30分枠での放送だが1話2本立ての構成となっている。また、放送局がMBCからSBSに変わったため声優は総入れ替えとなっている。

## 概要
地球上の各地のめずらしい動物とその仲間たちの出会いを生き生きと描き、自然と生命の大切さを理解を目的とした、幼児向けの教育アニメ。

## 登場キャラクター
ナロンイ （나롱이）
声 - パク・ミンソン
ウキャ （우꺄）
声 - イ・スヨン
アッチャンナ
声 - パク・ユンヒ
ドンゾ （돈조）
声 - ハン・ボクヒョン
ソング （쏭）
声 - イ・スヨン
アシュタン （아슈탄）
声 - シム・ヒソプ
カカ （카카）
声 - チョン・ジョング
タイ （타이）
声 - シム・ギュヒョク
エルボ （엘버）
声 - イ・ドンフン
ペニー
コビー （코비）
バシル
ゴールリアン （골리안）
ベティ （배티）

## スタッフ
- 企画 - シン・ジョングァン、アン・ヨンス
- 監督 - ユ・ジェウン
- シリーズ構成 - パク・ソンウン
- 脚本 - パク・ソンウン、ファン・ソギョン、カン・ナル
- キャラクターデザイン - ユ・ジェウン、イ・ダソル
- マニュアルデザイン - ハン・サンヒ、チェ・スンウ
- 背景監督 - ユ・ミオク、イ・ヘヨン
- 撮影監督 - ウォン・ジェヒョン
- 音響監督 - イム・ヒョンジュン
- 録音演出 - アン・ソンウン
- 音楽 - MAZO
- 制作プロデューサー - アン・ソンウン、キム・スリョン、イ・ジョンホ、ナ・ゴニョン
- 総合プロデューサー - クァク・ギョンスク（SBS）、アン・スンボム（SBS）
- 製作総括 - キム・シンファ
- 製作 - スタジオカーブ

## 主題歌
オープニングテーマ「明日へJUMP」
作詞・作曲・歌 - ロマンチックパンチ
エンディングテーマ「情熱の時代」
作詞・作曲 - Flip（パク・サンウク） / 歌 - ヒント

## サブタイトル
| 話数   | サブタイトル                                         |
| ------ | ---------------------------------------------------- |
| 第1話  | 날씨가 왜 이래 （天気がどうした）                    |
| 第1話  | 출동 그린세이버 （出動グリーンセイバー）             |
| 第2話  | 하마의 땀 （カバの汗）                               |
| 第2話  | 나롱이의 뜨거운 승부 （ナロンイの熱い勝負）          |
| 第3話  | 하늘을 멋지게 나는 법 （空を格好よく飛ぶ方法）       |
| 第3話  | 북극의 위기 （北極の危機）                           |
| 第4話  | 나롱이의 반성 （ナロンイの反省）                     |
| 第4話  | 숨 쉬기가 힘들어 （呼吸するのが大変だ）              |
| 第5話  | 벌새의 꽃밭 （ハチドリの花畑）                       |
| 第5話  | 쓰레기 마을 （ゴミの村）                             |
| 第6話  | 벌거숭이 군함새 （裸の軍艦鳥）                       |
| 第6話  | 오아시스를 지켜라 （オアシスを守れ）                 |
| 第7話  | 판타지 아일랜드 （ファンタジーアイランド）           |
| 第7話  | 모두의 마음을 하나로 （皆の心を一つに）              |
| 第8話  | 일어나 부비 （起きてブービー）                       |
| 第8話  | 나롱이의 누명 （ナロンイの濡れ衣）                   |
| 第9話  | 춤추는 코비 （踊るコビー）                           |
| 第9話  | 고릴라의 오해 （ゴールリアンの誤解）                 |
| 第10話 | 초음파 소녀 배티 （超音波少女ベティ）                |
| 第10話 | 배고픈 코알라 （お腹がすいたコアラ）                 |
| 第11話 | 뿔 잃은 루돌프 （角を失ったルドルフ）                |
| 第11話 | 해파리 소동 （クラゲ騒動）                           |
| 第12話 | 햇빛이 필요해 （日光が必要だ）                       |
| 第12話 | 아기가 사라졌어요 （赤ん坊が消えた）                 |
| 第13話 | 잠 못 자는 미어캣 （眠れないミーアキャット）         |
| 第13話 | 나는야 바다사나이 （私は海男）                       |
| 第14話 | 파란 발 부비새 （青い足ブービーズ）                  |
| 第14話 | 레이 사부님의 가르침 （レイ師父様の教え）            |
| 第15話 | 파튤라 마을의 가뭄 （パルトゥラ村の日照り）          |
| 第15話 | 그림 그리는 천산갑 （絵を描くセンザンコウ）          |
| 第16話 | 집 잃은 황제펭귄 가족 （家を失った皇帝ペンギン家族） |
| 第16話 | 우디를 지켜줘 （ウッディを守って）                   |
| 第17話 | 전설의 핑거 보드 （伝説のフィンガーボード）          |
| 第17話 | 사라진 아짱나 （消えたアッチャンナ）                 |
| 第18話 | 미소천사 라디 （微笑み天使ラディ）                   |
| 第18話 | 황제 수염 원숭이 타마린 （皇帝髭猿タマリン）         |
| 第19話 | 무공해 과수원 （無公害果樹園）                       |
| 第19話 | 잔디밭을 지켜라 （芝生を守れ）                       |
| 第20話 | 바다가 빨개졌어 （海が赤くなった）                   |
| 第20話 | 괴력의 코뿔소 빅코 （怪力のサイ ビッコ）             |
| 第21話 | 이상한 운동회 （おかしな運動会）                     |
| 第21話 | 엉터리 탐정 카멜 （でたらめ探偵キャメル）            |
| 第22話 | 불쌍한 카카 （可哀想なカカ）                         |
| 第22話 | 카카의 기억상실 （カカの記憶喪失）                   |
| 第23話 | 선택 받은 이유 （選択を受けた理由）                  |
| 第23話 | 우리 모두의 마음 （私たちみんなの心）                |
| 第24話 | 부활 전설의 동물 （復活 伝説の動物）                 |
| 第24話 | 의지의 수달 우꺄 （意志のカワウソ ウキャ）           |
| 第25話 | 아짱나의 눈물 （アッチャンナの涙）                   |
| 第25話 | 돈조 일당 최후의 작전 （ドンゾ一党最後の作戦）       |
| 第26話 | 지구 멸망의 날 （地球滅亡の日）                      |
| 第26話 | 우리의 지구 （私たちの地球）                         |